# Dwernik Kamień
Dwernik Kamień (dawniej Holica; 1004 m n.p.m.) – szczyt górski w Bieszczadach położony niedaleko Dwernika i Nasicznego. Nazwę utworzyli kartografowie austriaccy, miejscowa ludność nazywała ten szczyt Magurą, a jego skalisty wierzchołek Kamieniem.

## Topografia
Znajduje się w grzbiecie opadającym z Hasiakowej Skały na północny wschód. Od sąsiadującego od południa Jawornika oddziela go przełęcz Prislip o wysokości 845 m. Niegdyś znajdowała się na niej polana, jednakże została zalesiona świerkami.  Spływają z niego liczne potoki uchodzące do potoków Hylaty, Kniażki i Nasiczniański oraz do rzeki San. Dwernik Kamień składa się z trzech równoległych grzęd o stromych stokach, odległych od siebie o około 200 m.  Na krótkim grzbiecie w  północnym kierunku znajduje się wierzchołek Magura (887 m).

## Opis szczytu
Sam szczyt jest skalisty z wychodnią z piaskowców. W rejonie szczytu jest polana, z której rozciąga się panorama widokowa na południe, wschód i zachód (widać m.in. Połoninę Caryńską, Wetlińską, Tarnicę czy Łopiennik). Według ludowych podań na przełączce u podnóży najwyższego grzbietu znajdowała się dawniej stajnia, w której zbójnicy trzymali skradzione bydło i konie przed dalszym transportem na Węgry, gdzie je sprzedawali.
Na Dwerniku Kamieniu znajdują się dobrze zachowane okopy z okresu I wojny światowej.

## Szlaki turystyczne
czerwony rowerowy: Zatwarnica – szczyt Dwernika Kamienia – Przełęcz Nasiczniańska – Nasiczne – Przysłup Caryński – Bereżki
 niebieski rowerowy: Zatwarnica – stoki południowo-wschodnie Dwernika Kamienia – Nasiczne – Dwernik
 konny: stoki południowo-wschodnie Dwernika-Kamienia – Nasiczne – Przełęcz Nasiczniańska – Bereżki